# Zelená dohoda pro Evropu

Vývoj emisí CO_{2} ze spalování fosilních paliv na výrobu energie a produkci cementu v zemích EU-27

Zelená dohoda pro Evropu (anglicky European Green Deal, v češtině též zkráceně Green Deal) je oficiální název pro soubor politických iniciativ Evropské komise z roku 2019, jejichž hlavním cílem je dosáhnout toho, aby Evropa byla v roce 2050 klimaticky neutrální. Obsahuje plán s vyhodnocenými dopady, jehož cílem je snížit emise skleníkových plynů EU do roku 2030 o 55 % ve srovnání s rokem 1990. Předchůdcem Zelené dohody je Rámcová úmluva OSN o změně klimatu z roku 1992, jejíž provedení obsahoval Kjótský protokol (1997), který nahradila Pařížská klimatická dohoda (2015) s obecnými závazky o nulových emisích a omezení nárustu teploty pod limitem. Konkrétní kroky jsou pak v následných smlouvách: Klimatický zákon (2020) a Fit for 55 (2023).

## Cíle
Geen Deal obsahuje opatření ke snížení emisí, investice do výzkumu a inovací a ochranu přírodního prostředí evropského kontinentu. Druhým cílem dohody je transformace evropské ekonomiky tak, aby byla dlouhodobě udržitelná, tedy aby byl možný její růst, aniž by se zvyšovalo využívání přírodních zdrojů. Dohoda si klade za cíl začlenit do právních předpisů, aby se Evropa do roku 2050 stala prvním klimaticky neutrálním kontinentem.
Podle informací z roku 2019 bude k dosažení cílů Dohody v oblasti klimatu a energetiky do roku 2030 třeba přibližně 260 miliard eur dodatečných ročních investic, tedy přibližně 1,5 % hrubého domácího produktu. Evropská komise měla předložit počátkem roku 2020 investiční plán pro udržitelnou Evropu, který pomůže uspokojit potřeby v oblasti investic. Nejméně 25 % dlouhodobého rozpočtu EU by mělo být věnováno na opatření v oblasti klimatu a další podporu má poskytnout půjčkou Evropská investiční banka.

### Uhlíková neutralita
Uhlíkovou neutralitu podle Zelené dohody pro Evropu schválily hlavy všech států Evropské unie na zasedání Evropské rady dne 12. prosince 2019, když ve svém usnesení přijaly následující text: "S ohledem na nejnovější dostupné vědecké poznatky a na potřebu zintenzivnit globální opatření v oblasti klimatu Evropská rada potvrzuje cíl dosáhnout do roku 2050 klimaticky neutrální EU, a to v souladu s cíli Pařížské dohody."

## Historie
Závazky Green Dealu navazují na Pařížskou klimatickou dohodu, k jejímuž vyjednání došlo za vlády Bohuslava Sobotky (koalice ČSSD a ANO) v roce 2015 a k jejímuž podpisu ministrem Richarden Brabcem (ANO) došlo v roce 2016 v New Yorku, kde ji komentoval slovy: „Dohoda z loňského prosince představuje v mnoha ohledech historický milník a myslím, že evropské země, včetně ČR, mohou být s jejím zněním spokojené... Všechny státy, jak vyspělé, tak rozvojové, budou muset plnit závazky snižování emisí skleníkových plynů, aby k tomuto cíli přispěly.“ Ratifikaci Pařížské dohody prosadila vláda Bohuslava Sobotky v Poslanecké sněmovně 5. září 2017 (tehdejší opoziční ODS byla proti).
V roce 2019 vznik následné dohody přislíbila Ursula von der Leyenová, která funkce nastoupila 1. prosince 2019. Dne 11. prosince 2019 představila tzv. Green Deal, který měl naplnit závazky z Pařížské klimatické dohody tak, že budou přijata následná nařízení implementující tento záměr. Tento postup schválila Evropská rada v prosinci roku 2019 (pro hlasoval za ČR předseda vlády Andrej Babiš). Babiš později tvrdil, že celou noc návrh vetoval, o čemž však není v záznamech z jednání žádná zmínka. Zatímco Polsko si vyjednalo výjimku na uhelné elektrárny, pro Česko žádná výjimka vyjednána nebyla. Česku bude (z částky vybrané na povolenkách) poskytnuto přes bilion Kč, přičemž část bude tvořit bankovní půjčka.
Dne 17. prosince 2020 Evropská rada (pro za ČR hlasoval předseda vlády Andrej Babiš) schválila nastavení ambiciózních klimatických cílů EU pro rok 2030 (tzv. Klimatický zákon, snížení emisí o 55 % ve srovnání s hodnotami v roce 1990) s deklarací: „aby EU v souladu s cíli Pařížské dohody splnila cíl, jímž je dosáhnout do roku 2050 klimatické neutrality, musí zvýšit své ambice pro nadcházející desetiletí a aktualizovat svůj rámec politiky v oblasti klimatu a energetiky.“
Evropská komise v roce 2021 schválila evropský právní rámec pro klima. Předložila také strategii v oblasti biologické rozmanitosti do roku 2030, novou strategii pro průmysl a akční plán Evropské unie pro oběhové hospodářství, strategii udržitelné výroby potravin „od zemědělce ke spotřebiteli“ a návrhy na Evropu bez znečištění.
Evropská komise 1. února 2022 zařadila dočasně jádro a zemní plyn mezi čisté zdroje energie, v takzvané taxonomii vyšla vstříc zemím jako Francie, Polsko či Česko. Evropský parlament tuto změnu podpořil 6. července 2022.
Vláda Petra Fialy odsouhlasila v dubnu 2023 v rámci plánu Fit for 55 na úrovni Evropské rady nový systém emisních povolenek EU ETS 2 (ETS je Evropský systém pro obchodování s emisemi, který byl schválen v roce 2003 a platí od roku 2005). Systém ETS 2 od roku 2027 rozšíří systém emisních povolenek kromě těžkého průmyslu a energetiky i na vytápění domů a osobní dopravu, tedy na benzín, naftu, plyn a uhlí. Opatření z balíčku Fit for 55 dojednala vláda Petra Fialy za druhého českého předsednictví v Radě Evropské unie. V Evropském parlamentu hlasovalo pro balík předpisů „Fit for 55“ celkem 340 europoslanců a 279 hlasovalo proti. Součástí balíčku je například zákaz prodeje nových osobních automobilů se spalovacími motory po roce 2035. Počítá se s postupným přechodem na elektromobilitu. Do roku 2033 se má přestat používat uhlí, ze kterého se v roce 2023 vyráběla skoro polovina elektřiny v Česku. Výpadek uhlí má být v ČR postupně nahrazen jadernou energetikou. V rámci jednání byly dojednány úlevy pro teplárny, zavedení stropu pro ETS2 povolenky, zřízení Sociálního klimatického fondu a navýšení alokací Modernizačního fondu pro ČR.

## Název
Český název je Zelená dohoda, v dalších jazycích též Zelený pakt. Někdy, zejména u jejích kritiků, se lze setkat s označením Zelený úděl.
Překlad anglického deal jako „úděl“ je vhodné v případě amerického Green New Deal. Jeho název „zelený New Deal“ se odkazuje na Rooseveltův ekonomický plán na řešení velké hospodářské krize ve 30. letech 20. století, který spočíval ve státních zásazích a zakázkách v duchu keynesiánství. Název tohoto plánu se do češtiny obvykle překládá jako „Nový úděl“.
Označení evropský zelený Nový úděl či Nový zelený úděl se neoficiálně používalo pro diskutované klimatické plány EU před představením Zelené dohody, která bývá považována za protějšek amerického Green New Deal.

## Klimatická neutralita

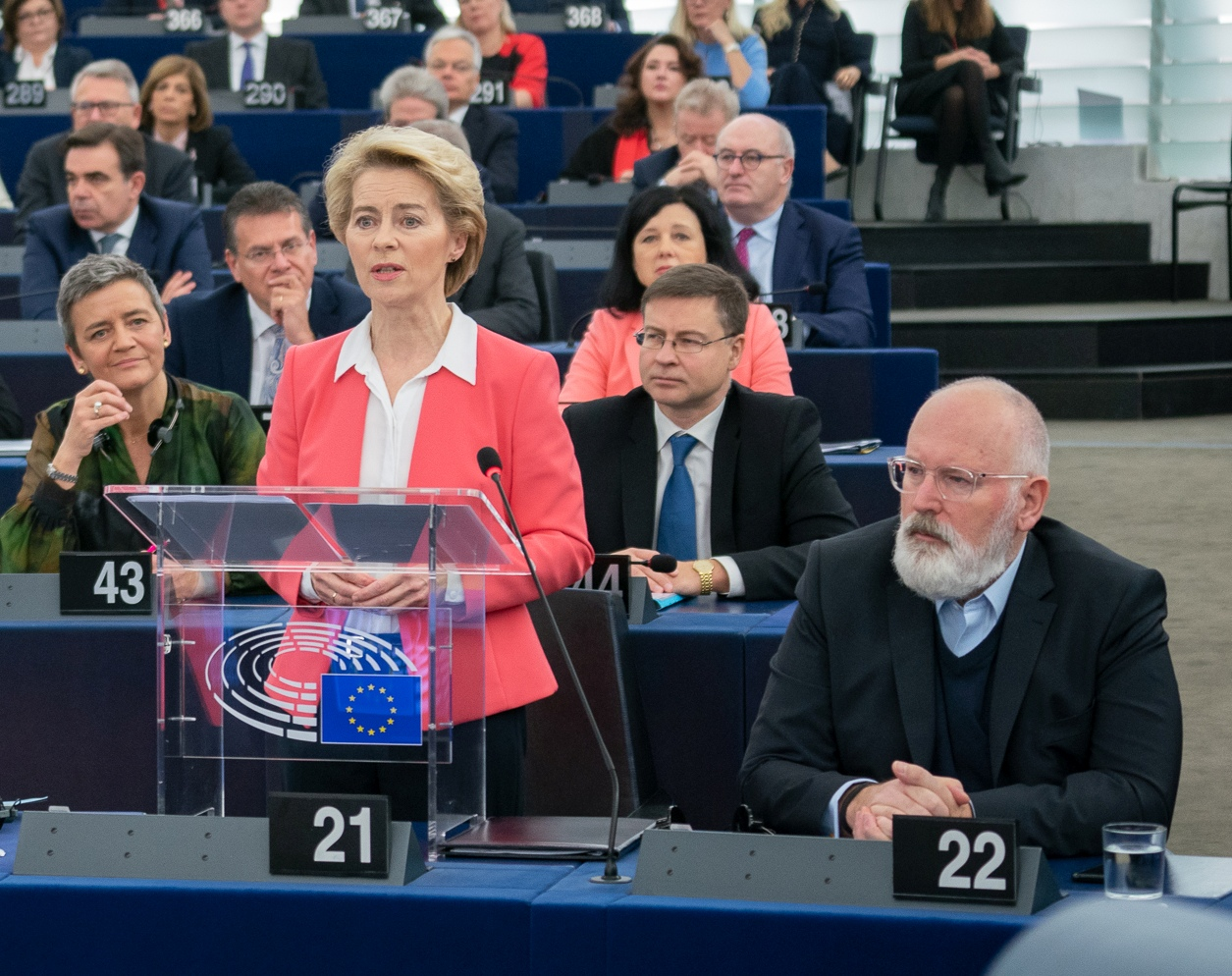
Ursula von der Leyenová a místopředseda Evropské komise Frans Timmermans, který byl zodpovědný za Zelenou dohodu pro Evropu

Hlavním cílem Zelené dohody pro Evropu je, aby se Evropská unie stala do roku 2050 prvním „klimaticky neutrálním blokem“ na světě. Její cíle se týkají mnoha různých odvětví, včetně stavebnictví, biologické rozmanitosti, energetiky, dopravy a potravinářství.
Plán zahrnuje potenciální přeshraniční uhlíkové clo pro země, které neomezují znečištění skleníkovými plyny stejnou měrou. Mechanismus, který toho má dosáhnout, se nazývá uhlíkové clo (anglicky Carbon Border Adjustment Mechanisms – CBAM).
Zahrnuje také:
- akční plán pro oběhové hospodářství,[33]
- přezkum a případnou revizi (v případě potřeby) všech příslušných politických nástrojů souvisejících s klimatem, včetně Evropského systému obchodování s emisemi,
- strategii Farm to Fork spolu s přesunem důrazu z dodržování předpisů na výkonnost (která bude odměňovat zemědělce za hospodaření s uhlíkem a jeho ukládání do půdy, lepší hospodaření s živinami, snižování emisí...),
- revize směrnice o zdanění energie, která se blíže zabývá dotacemi fosilních paliv a daňovými výjimkami (letectví, lodní doprava),
- strategie udržitelné a inteligentní mobility a
- strategii EU pro lesy. Jejím hlavním cílem je účinné zalesňování a zachování a obnova lesů v Evropě.

Opírá se také o program Horizont Evropa, který má hrát klíčovou roli při získávání vnitrostátních veřejných a soukromých investic. Prostřednictvím partnerství s průmyslem a členskými státy bude podporovat výzkum a inovace v oblasti dopravních technologií, včetně baterií, čistého vodíku, výroby oceli s nízkými emisemi uhlíku, oběhových biologických odvětví a zastavěného prostředí.

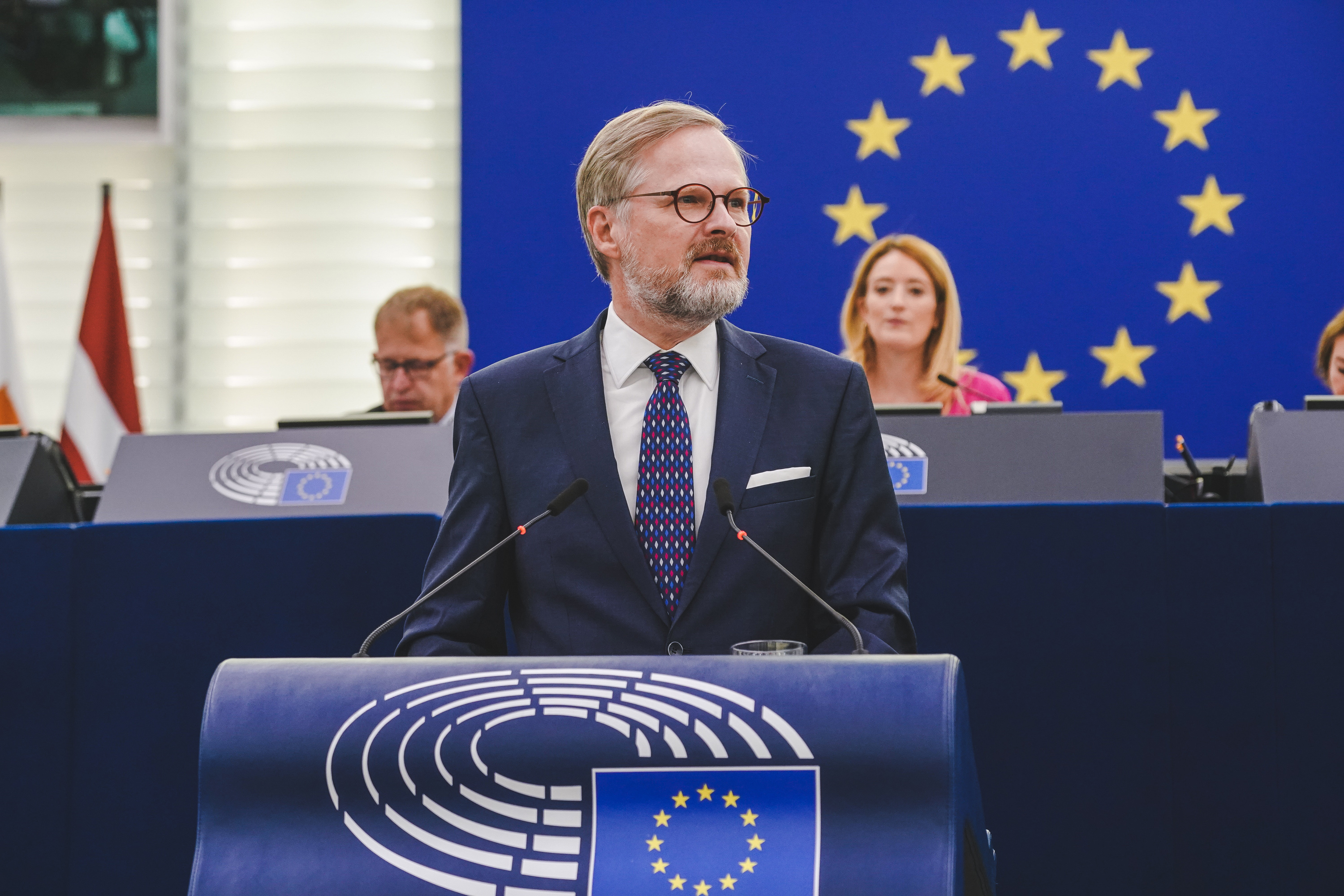
Konečná podoba balíčku „Fit for 55“ byla dojednána během českého předsednictví EU od 1. července do 31. prosince 2022.

EU plánuje financovat politiky stanovené v Zelené dohodě prostřednictvím investičního plánu – InvestEU, který předpokládá investice ve výši nejméně 1 bilionu EUR. Kromě toho se odhaduje, že aby EU dosáhla cílů stanovených v Dohodě, bude do roku 2030 zapotřebí investovat přibližně 260 miliard eur ročně.
Před rokem 1970 byla postavena téměř polovina všech evropských obytných staveb. V té době se nezohledňovalo množství energie spotřebované materiály a normami. Při současném tempu renovací by dosažení vysoce energeticky účinného a dekarbonizovaného fondu budov mohlo trvat více než sto let. Jedním z hlavních cílů evropské Zelené dohody je „alespoň zdvojnásobit nebo dokonce ztrojnásobit“ současnou míru renovací, která činí přibližně 1 %. To platí i mimo EU. Kromě renovace jsou nutné investice, které umožní vznik nových účinných a ekologicky šetrných staveb.
V červenci 2021 vydala Evropská komise legislativní balíček „Fit for 55“, který obsahuje důležité pokyny pro budoucnost automobilového průmyslu: Všechny nové automobily prodávané v EU musí mít od roku 2035 nulové emise.
V kontextu Pařížské dohody, a tedy s využitím dnešních emisí jako výchozího stavu, jelikož emise EU z roku 1990 již v roce 2019 poklesly o 25 %, představuje 55% cíl snížení emisí s využitím roku 1990 jako výchozího stavu v roce 2019 40% cíl snížení emisí, který lze vypočítat pomocí této rovnice:
{\displaystyle \left({\frac {0{,}55-0{,}25}{1-0{,}25}}\right)=0{,}40=40\,\%}
Podle Zprávy o emisní mezeře 2020 Programu OSN pro životní prostředí vyžaduje splnění cíle Pařížské dohody o zvýšení teploty o 1,5 °C (s 66% pravděpodobností) celosvětové snížení emisí o GtCO2e 34/59 = 57 % oproti úrovni roku 2019 do roku 2030, tedy výrazně nad 40% cílem Zelené dohody pro Evropu. Tento 57% cíl snížení emisí v roce 2030 představuje průměrné celosvětové snížení, přičemž se očekává, že vyspělé ekonomiky přispějí více.

## Prvky Zelené dohody pro Evropu
Podle Evropské komise má Zelená dohoda následující hlavní prvky:
- zvýšení ambic Evropské unii v oblasti klimatu pro roky 2030 a 2050,
- dodávky čisté, dostupné a bezpečné energie,
- aktivizace průmyslu pro čisté oběhové hospodářství,
- výstavba a renovace za účinného využívání energie a zdrojů,
- urychlení přechodu k udržitelné a inteligentní mobilitě,
- strategie „od zemědělce ke spotřebiteli“: vytvoření spravedlivého, zdravého potravinového systému šetrného k životnímu prostředí,
- ochrana a obnova ekosystémů a biologické rozmanitosti,
- zajištění životního prostředí bez toxických látek díky ambicióznímu cíli nulového znečištění.

## Nástroje Zelené dohody pro Evropu
Zelená dohoda pro Evropu předpokládá začleňování hlediska udržitelnosti do všech politik Evropské unie. Nástroji má být
- prosazování ekologického financování a investic a zajištění spravedlivé transformace,
- ekologizace vnitrostátních rozpočtů a vysílání správných cenových signálů,
- mobilizace výzkumu a podpora inovací,
- zapojení vzdělávání a odborné přípravy.

Plán obsahuje i řadu dalších politik, jako jsou uhlíková dovozní cla, rozšíření emisních povolenek na leteckou a námořní dopravu nebo nový klimatický zákon, který přenastaví pravidla Evropských investičních politik.

## Diskuse a kritika

Největšími světovými producenty CO_{2} v roce 2015 byly Čína (30 %), USA (15 %) a Evropské hospodářské společenství (10 %).

Podle kritiků zavedení systému EU ETS2 v roce 2027 a nákup emisních povolenek způsobí zdražení pohonných hmot, energií a bydlení. Ministr průmyslu a obchodu Jozef Síkela odmítl vyjádření, že od roku 2027 dojde k prudkému zdražení pohonných hmot.
K Zelené dohodě mohli občané i společnosti zaslat své připomínky do 6. února 2020 prostřednictvím stránek Evropské komise.
Dohodu podpořil 15. ledna 2020 Evropský parlament poměrem hlasů 482 ku 136. Při hlasování poslanci zamítli dva pozměňovací návrhy, které chtěly uznat roli jaderné energetiky.
Organizace Greenpeace uvedla, že Dohoda směřuje správným směrem, ale sama o sobě nestačí. "Pokud má představený plán naplnit cíle Pařížské dohody, měl by být daleko ambicióznější. Do roku 2040 bychom v Evropské unii měli snížit emise o 65 % oproti roku 1990 a zároveň uhlíkové neutrality dosáhnout již v roce 2040."
Také organizace DiEM25 uvedla, že Dohoda je příliš vágní, málo ambiciózní, pomalá a neřeší systémové příčiny klimatické krize.
Komentátor Radek Kubala v roce 2019 kritizoval, že nebyla určená jasná pravidla vyplácení pro slibovaných sto miliard eur určených na spravedlivou transformaci, že dohoda neobsahovala ani jasné vymezení vůči zemnímu plynu, který ve významné části Evropy začíná nahrazovat odstavované uhelné bloky, a také kritizoval navrhovaný postup za pomalý s ohledem na přijímání zvýšených závazků k ochraně klimatu na Klimatické konferenci COP25 v Glasgow v listopadu 2020.
V roce 1994 byla podepsána energetická charta (Energy Charter Treaty), která do roku 2040 chrání investice do všech elektráren, tedy i na fosilní paliva, takže odškodnění za předčasné uzavírání by mohlo být větší než bilion eur (více než čtyřnásobek ročního HDP Česka).

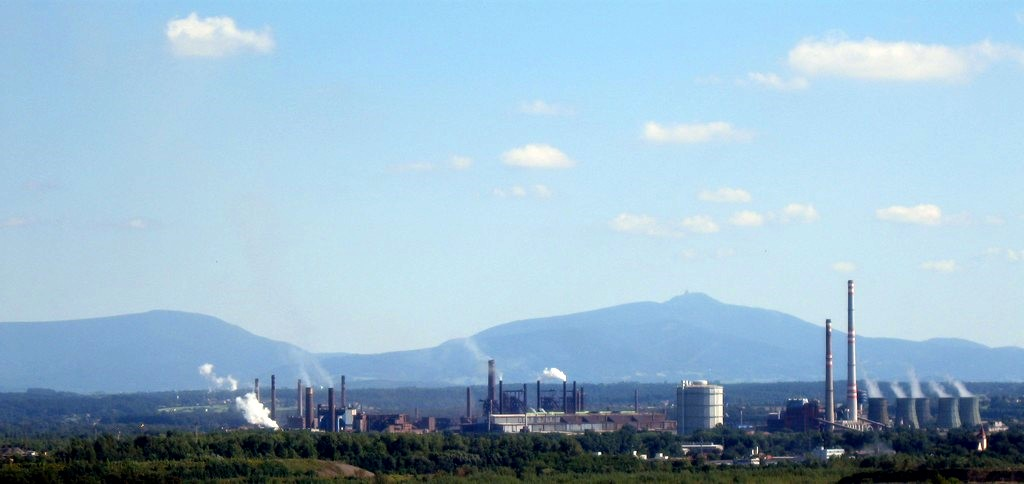
Pohled na průmyslový areál Liberty Ostrava. Odbory v roce 2020 varovaly, že Zelená dohoda ohrozí 11 milionů pracovních míst v evropském průmyslu.

Odbory v roce 2020 varovaly, že Zelená dohoda pro Evropu ohrozí 11 milionů evropských pracovních míst v těžebním průmyslu, energeticky náročných odvětvích a v automobilovém průmyslu. Evropská komise předpověděla, že do roku 2030 by mohlo v odvětví těžby uhlí zaniknout 180 000 pracovních míst. Studie z roku 2021 odhadla, že automobilový průmysl by mohl ztratit půl milionu pracovních míst. Přechod na elektromobilitu by mohl ohrozit evropský automobilový průmysl.
Český premiér Andrej Babiš na konferenci OSN o změnách klimatu COP 26 kritizoval balíček opatření „Fit for 55“, s tím, že „Evropská unie nemůže dosáhnout ničeho bez zapojení největších znečišťovatelů, jako jsou Čína a Spojené státy americké.“ Podle Babiše „Nemáme představu, kolik bude taková transformace stát, ani zda si ji můžeme dovolit. To není dohoda, nýbrž ideologie. Bez odpovědí na tyto otázky se Zelená dohoda stane evropskou zelenou sebevraždou.“ Nicméně v lednu 2022 se už jako bývalý premiér vyjádřil o Zelené dohodě, jejíž konečná podoba ještě nebyla dojednána a odsouhlasena, jako o zdroji financování a investic: „To je tisíc miliard, které máme dostat hlavně na investice do vody, do lesů, do životního prostředí, do ekologizace průmyslu, což je pro nás výhodné. Uvažovat o vystoupení ze Zelené dohody není vůbec na místě“ V únoru 2024 Babiš reagoval na kritiku ohledně svého souhlasu se Zelenou dohodou v roce 2019, že pouze odsouhlasil „obecnou deklaraci, že chceme chránit životní prostředí, a to platí. Ta konkrétní opatření, která z toho udělala tu zelenou šílenost, ta se tam schválila až během českého předsednictví vlády Petra Fialy. Já jsem naopak vyjednal výjimku pro Česko a získal peníze navíc."

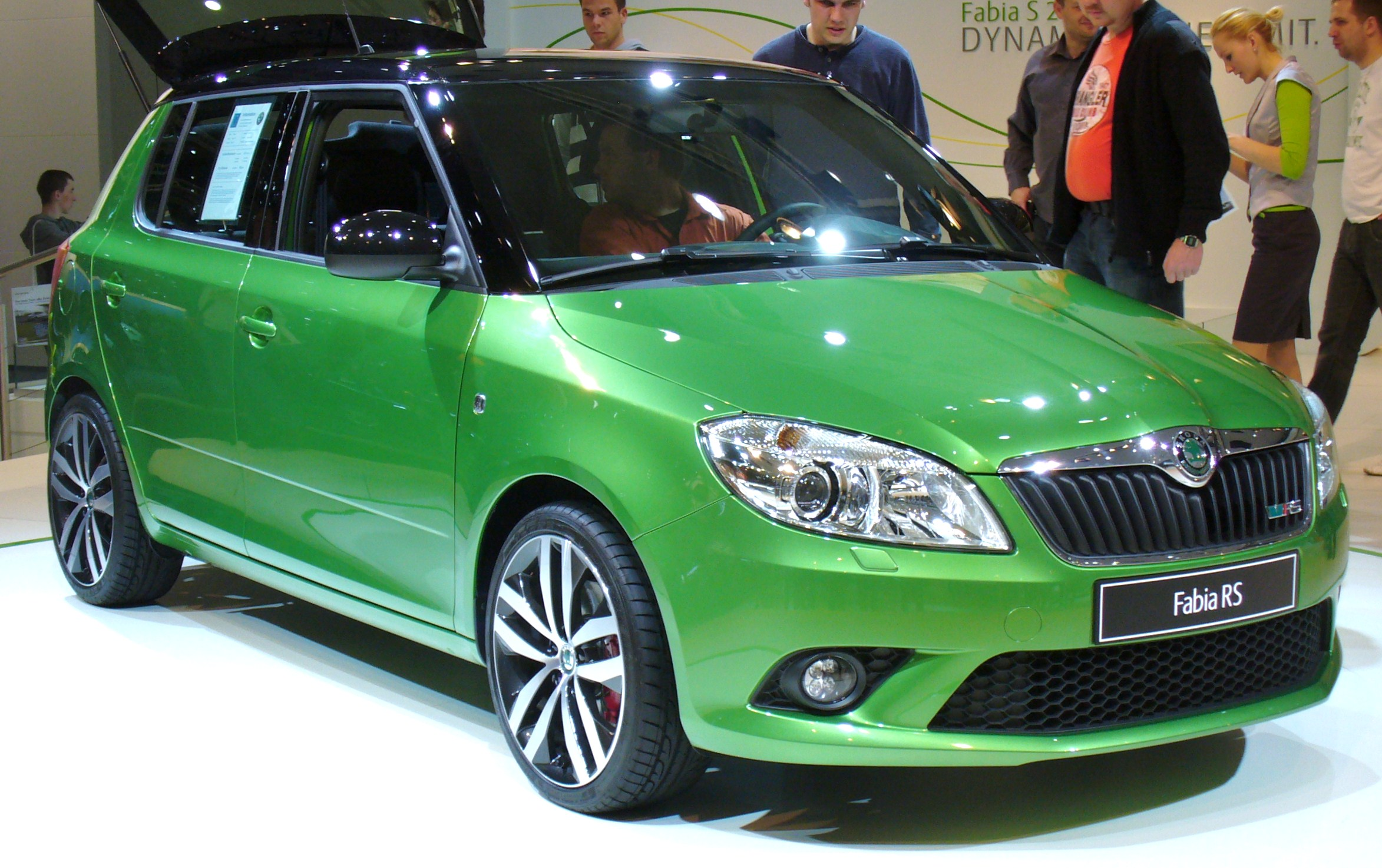
V případě neúspěchu při přechodu na výrobu elektromobilů by mohl být ohrožen automobilový průmysl v Česku.

Předseda ODS Petr Fiala se před volbami do Poslanecké sněmovny v říjnu 2021 vyjádřil k Zelené dohodě kriticky, nicméně v květnu 2021 napsal, že „Green Deal je realita. Nemá už smysl spekulovat nad tím, jak by to mohlo být jinak. Teď musíme využít příležitost, jak investicemi do udržitelného rozvoje, obnovitelných zdrojů a cirkulárního hospodářství modernizovat českou ekonomiku a zvýšit kvalitu života.“
Prezident Hospodářské komory Vladimír Dlouhý prohlásil, že „Česká politická reprezentace bohužel řeší tuto problematiku velmi opožděně, nicméně jsme přesvědčeni, že lze žlutou kartu vystavit alespoň na dvě či tři opatření balíčku Fit for 55, která pro Česko představují největší riziko.“ Senát Parlamentu České republiky dne 5. listopadu 2021 vyslovil veto několika návrhům z evropského legislativního balíčku „Fit for 55“.
Ve svém vánočním projevu z prosince 2021 vyzval tehdejší český prezident Miloš Zeman k vyvázání se z Green Dealu. Podle reakcí dalších politiků včetně bývalého předsedy vlády Andreje Babiše se ale z Green Dealu nelze vyvázat. Andrej Babiš hájil svůj podpis pod Green Dealem ještě při kandidatuře na českého prezidenta, avšak později vystupoval proti Green Dealu.
Zelená transformace EU vede k rostoucí evropské závislosti na Číně, která v roce 2023 vyráběla příbližně 85 % všech solárních panelů a více než polovinu všech elektromobilů na světě. Čína také produkuje největší množství baterií do elektromobilů. Mezi nejdůležitější suroviny pro výrobu baterií do elektromobilů patří lithium, nikl, kobalt a grafit. Těžba niklu v povrchových dolech je jednou z hlavních příčin kácení tropických deštných lesů v Indonésii, která je největším světovým producentem niklu. Při těžbě kobaltu v Kongu, které dodává více než dvě třetiny kobaltu na světě, jsou káceny deštné lesy a využívána dětská práce.

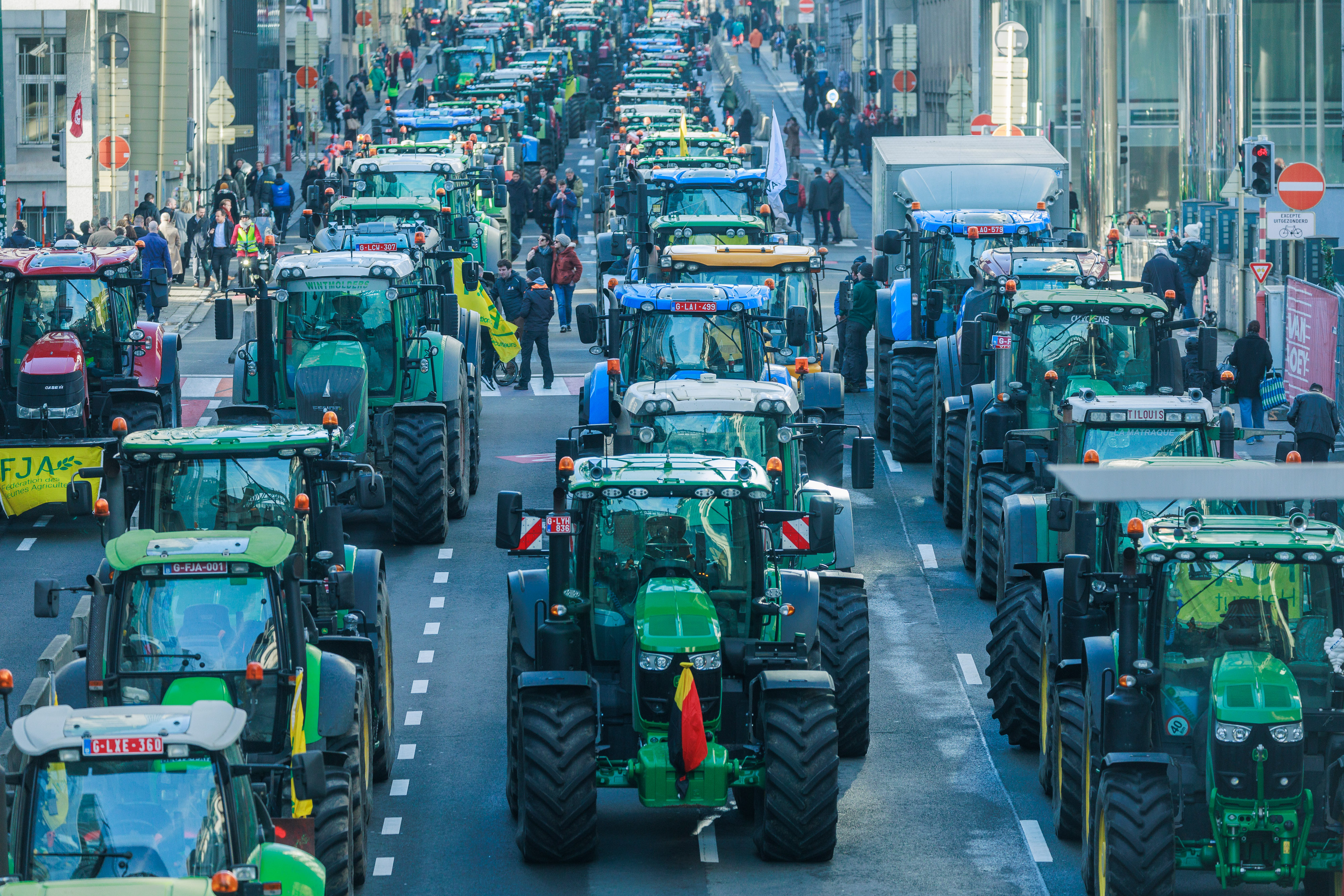
Protest zemědělců v Bruselu dne. 1. února 2024

V červenci 2023 se předseda Evropské lidové strany (EPP) Manfred Weber pokusil zabránit přijetí evropského nařízení o ochraně přírody, protože zákon podle něj ohrozí potravinovou bezpečnost a živobytí evropských zemědělců. Podle kritiků Zelená dohoda pro Evropu sníží evropskou zemědělskou produkci a zvýší světové ceny potravin.
Polsko dne 8. srpna 2023 oznámilo, že požádalo Soudní dvůr Evropské unie, aby zrušil některá ustanovení, která jsou součástí balíčku „Fit for 55“, protože jejich uvedení do praxe by ohrozilo polskou ekonomiku a energetickou bezpečnost.
V roce 2024 protestovali proti implementaci dohody zemědělci v řadě zemí Evropy včetně Česka. Některé sporné části Zelené dohody narazily na odpor ze strany Maďarska, Polska, Slovenska, Itálie, Rakouska či skandinávských zemí. Na adresu směrnice o obnově přírody se vyjádřili kriticky belgický premiér Alexander De Croo, rakouský kancléř Karl Nehammer nebo polský premiér Donald Tusk. Zákaz prodeje nových osobních automobilů se spalovacími motory po roce 2035 kritizovala jako „ideologické šílenství“ italská premiérka Giorgia Meloniová.
V březnu 2024 europoslanci schválili směrnici o energetické náročnosti budov v rámci plánu „Fit for 55“.[chybí lepší zdroj] Podle směrnice musí mít od roku 2030 všechny nově postavené budovy nulové emise a od roku 2050 musí být klimaticky neutrální všechny domy.
V červenci 2024 vláda Petra Fialy odložila schvalování tří dokumentů pod názvem „Energetická koncepce státu“, „Klimaticko-energetický plán“ a „Politika ochrany klimatu“, které určují energetickou a klimatickou politiku Česka, tak jak se vláda v roce 2023 zavázala v rámci evropského plánu „Fit for 55“. Směrnice o rozšíření systému emisních povolenek měla být implementována do české legislativy do poloviny roku 2024. Místopředseda opozičního ANO Karel Havlíček prohlásil, že Fialova vláda odložila projednávání a schválení tří strategických dokumentů, protože se nepříjemné téma pokouší „vymlčet“ a přenechat ho příští vládě po volbách v roce 2025. Systém evropských emisních povolenek kritizoval i ministr financí Zbyněk Stanjura, který prohlásil: „Nemůžeme našim podnikatelům vytvářet horší podmínky. Pak budeme mít méně úspěšné firmy, vybereme méně daní a budeme mít méně zaměstnaných lidí, protože nás převálcují ostatní části světa.“
Vědecká studie publikovaná v časopise Nature z roku 2024 tvrdí, že snížení emisí v EU opatřeními spojenými se Zelenou dohodou povede zároveň ke globálnímu zvýšení emisí. Například zvýšení počtu zasazených stromů povede ke snížení osevních ploch, přičemž produkce potravin se tak bude muset přesunout mimo území EU. Studie dále například uvádí, že významného snížení emisí lze dosáhnout přechodem na převážně rostlinnou stravu a snížením spotřeby.
Cíl neutrality do roku 2050 považuje například Václav Smil jako nereálný.